# Prix spécial du jury du Festival de Locarno
Le Prix spécial du jury (Premio speciale della giuria) est une récompense de cinéma décernée à un film en compétition par le jury du Festival international du film de Locarno.

## Palmarès

### Années 2000
- 2000 : Gostanza da Libbiano de Paolo Benvenuti  Italie
- 2001 : Delbaran de Abolfazl Jalili  Iran  Japon
- 2002 : Man, Taraneh, panzdah sal daram (Man, tarāneh, pānzdah sal dāram) de Rasoul Sadr Ameli  Iran
- 2003 : Maria de Călin Peter Netzer  Roumanie
- 2004 : Tony Takitani  de Jun Ichikawa  Japon
- 2005 : Un couple parfait de Nobuhiro Suwa  Japon  France
- 2006 : Half Nelson de Ryan Fleck  États-Unis
- 2007 : Memories de Eugène Green, Pedro Costa et Harun Farocki  Corée du Sud
- 2008 : 33 Scènes de la vie (33 Sceny z zycia) de Małgorzata Szumowska  Pologne
- 2009 : Tambour battant (Бубен, барабан) de Alexeï Mizguirev  Russie

### Années 2010
- 2010 : Morgen de Marian Crișan  Roumanie
- 2011 : Le Policier (השוטר, Ha-shoter) de Nadav Lapid  Israël
- 2012 : Somebody Up There Likes Me (en) de Bob Byington (en)  États-Unis
- 2013 : E Agora? Lembra-me de Joaquim Pinto  Portugal
- 2014 : Listen Up Philip d'Alex Ross Perry  États-Unis
- 2015 : Tikkun d'Avishai Sivan  Israël
- 2016 : Inimi cicatrizate de Radu Jude  Roumanie  Allemagne
- 2017 : Les Bonnes Manières (As Boas Maneiras) de Marco Dutra et Juliana Rojas.
- 2018 : M de Yolande Zauberman
- 2019 : Height of the Wave de Park Jung-bum (en)

### Années 2020
- 2021 : A New Old Play (en) de Qiu Jiongjiong (en)  Hong Kong
- 2022 : The Adventures of Gigi the Law (Gigi la legge) de Alessandro Comodin  Italie
- 2023 : N'attendez pas trop de la fin du monde (Nu aștepta prea mult de la sfârșitul lumii) de Radu Jude  Roumanie
- 2024 : Mond de Kurdwin Ayub  Autriche
- 2025 : White Snail (en) de Elsa Kremser (de) et Levin Peter (de)  Autriche